# Crossmotor
Crossmotor is een motorfietsclassificatie. Een crossmotor is een motorfiets die geheel gemaakt is om snel door verschillende soorten terrein te rijden. 
De machine is zo licht mogelijk gebouwd; verlichting en overige onnodige onderdelen, zoals een startmotor, ontbreken. Crossmotoren worden gestart met een kickstarter. Jarenlang werden in de motorcross uitsluitend tweetaktmotoren gebruikt. Deze leveren bij een gegeven gewicht en cilinderinhoud meer vermogen dan viertaktmotoren. De laatste jaren worden er weer viertaktmotoren toegepast omdat deze minder luchtvervuiling veroorzaken; ze verbranden een mengsel van lucht en benzine (euro 95), terwijl een tweetaktmotor een mengsel van lucht, benzine en olie (mengsmering) verbrandt. Deze olieverbranding werkt sterk vervuilend. Het verschil in rendement is in de motorcross-sport weggewerkt door voor viertaktmotoren een grotere cilinderinhoud toe te laten. Zo worden in de MX1 klasse tweetaktmotoren met een maximale cilinderinhoud van 250cc toegelaten, terwijl voor viertaktmotoren een cilinderinhoud tot 450cc is toegestaan.